# 博亞內茨
博亞內齊（羅馬化：Boianets）是烏克蘭西部利維夫州利維夫區大莫斯特市鎮的村莊。該村始建於1578年，面積24.75平方公里，人口1,427，人口密度每平方公里57.66人。